# مدرسة مخفية
المدرسة المخفية كانت عبارة عن مدرسة سرية للأطفال الأمريكيين الأفارقة في الوقت الذي كان يتم منعهم فيه من تلقي التعليم بسبب القمع وغياب حرية التجمع.
وكانت تعقد هذه المدارس في فترات المساء. وكان يتم حفر حفرة وتغطيتها.[بحاجة لمصدر]
وتتم الإشارة إلى المدرسة المخفية في كتاب Nightjohn الذي كتبه جاري بولسن.